# Juan Martín Díez
Juan Martín Díez, llamado el Empecinado (Castrillo de Duero, 2 de septiembre de 1775 - Roa, 19 de agosto de 1825), fue un militar español, héroe de la guerra de la Independencia española, en la que participó como jefe de una de las guerrillas legendarias que derrotaron repetidas veces al ejército napoleónico. Su figura fue tratada por Benito Pérez Galdós en la novela Juan Martín el Empecinado, parte de los Episodios nacionales, y retratado por Francisco de Goya.

## Biografía

### Primeros años
Juan Martín Díez, «el Empecinado», nació el 2 de septiembre de 1775 en Castrillo de Duero (Valladolid). Hijo de un próspero campesino, fue labrador (hoy día se conserva su casa en su localidad). Su partida de bautismo se encuentra en el Archivo Diocesano de Valladolid, y dice así:

En cinco días del mes de septiembre de mil setecientos setenta y cinco y en la parroquia de esta villa de Castrillo de Duero, yo, el infrascrito cura propio de ella, bauticé solemnemente a Juan, hijo legítimo de Juan Martín y Lucía Diez, vecinos de esta villa y en ella casados y velados, él natural de Castro de Fuentidueña y ella natural de esta villa; sus abuelos paternos Juan Martín y Micaela Sancristóbal, naturales de dicho Castro de Fuentidueña; los maternos Andrés Díez y Lucía González, vecinos de esta villa, él natural de Olmos y ella de esta villa, fue su padrino Gregorio González, vecino de esta villa, a quien advertí del parentesco espiritual y demás obligaciones: nació el dicho niño el día dos de dicho mes y año y para que conste lo firmo ut supra. Don José de Subirán.

A los naturales de Castrillo se les llamaba con el mote de «empecinados», por un arroyo, llamado Botijas, lleno de pecina (el cieno verde de aguas en descomposición) que atraviesa el pueblo y se cree que de ahí le venga el apodo a este personaje.

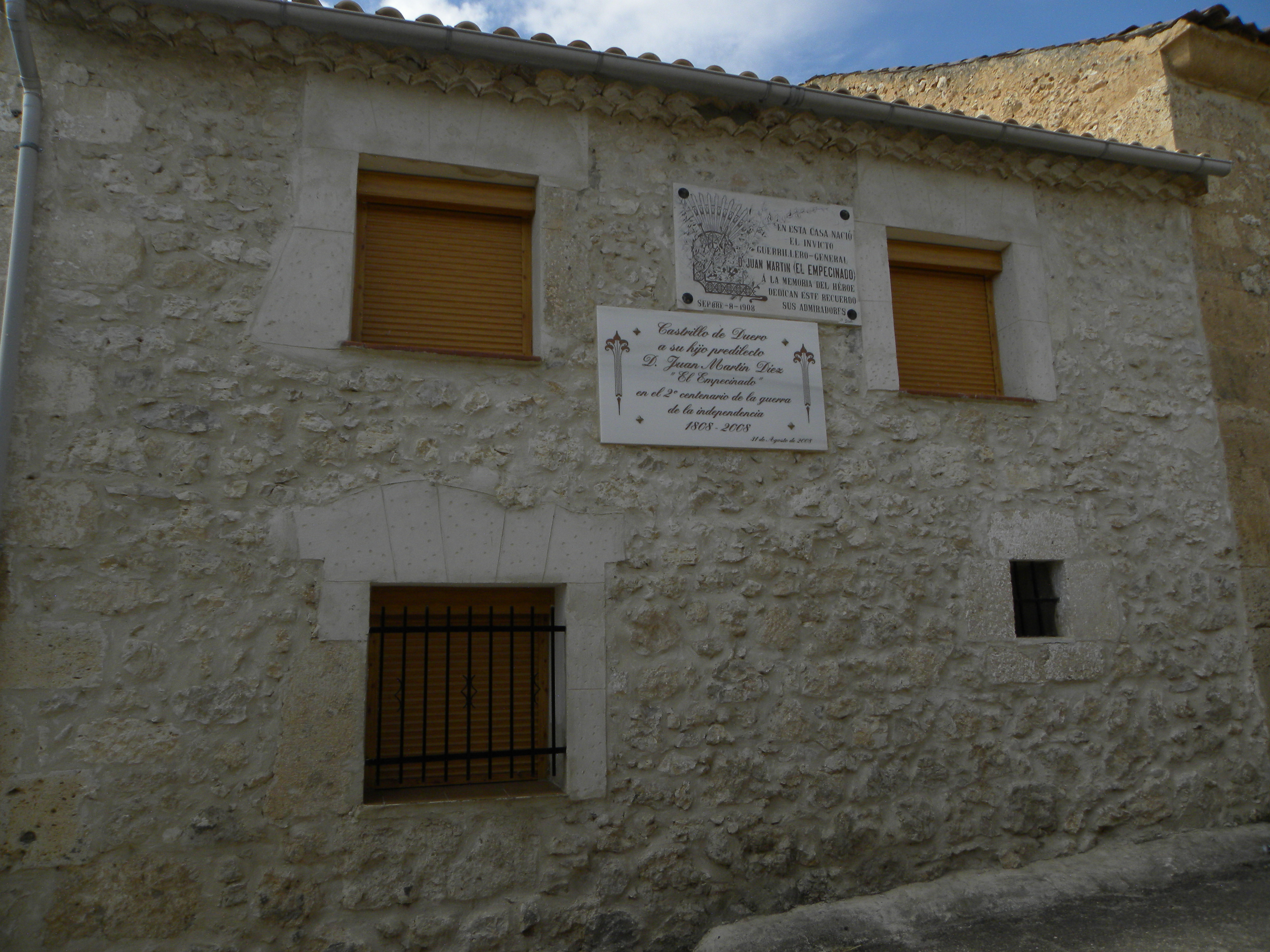
Casa natal en Castrillo de Duero

Desde muy joven tuvo vocación militar. A los dieciocho años se enroló en la campaña del Rosellón (Guerra de la Convención, de 1793 a 1795). Esos dos años que duró la contienda fueron para él un buen aprendizaje en el arte de la guerra, además de ser el comienzo de su animadversión hacia los franceses.
En 1796 se casó con Catalina de la Fuente, natural de Fuentecén (Burgos) y en este pueblo se instaló como labriego hasta la ocupación de España por el ejército de Napoleón en 1808, suceso en el que decidió ir a combatir a los invasores. Se cuenta que la decisión la tomó a raíz de un hecho sucedido en su pueblo: una muchacha fue violada por un soldado francés al que Juan Martín dio muerte después.

### Guerra de la Independencia española (1808-1814)
A partir de este suceso, organizó una partida de guerrilleros compuesta por amigos y miembros de su propia familia. Al principio su lugar de acción estaba en la ruta entre Madrid y Burgos. Más tarde combatió con el ejército español en los inicios de la guerra de la Independencia española: en el puente de Cabezón de Pisuerga (Valladolid) el 12 de junio de 1808; y en Medina de Rioseco (Valladolid), batalla que se libró el 14 de julio de ese mismo año. Fueron estas batallas perdidas y en campo abierto las que le hicieron pensar que obtendría mejores resultados con el sistema de guerrillas y así comenzó con éxito sus acciones bélicas en Aranda de Duero, Sepúlveda, Pedraza y toda la cuenca del río Duero.
En 1809 fue nombrado capitán de caballería. En la primavera de ese mismo año su campo de acción se extiende por las sierras de Gredos, Ávila y Salamanca, para seguir después por las provincias de Cuenca y Guadalajara.
El cometido principal de estas guerrillas era dañar las líneas de comunicación y suministro del ejército francés, interceptando correos y mensajes del enemigo y apresando convoyes de víveres, dinero, armas, etc. El daño que se hizo al ejército de Napoleón fue considerable, de tal manera que nombraron al general Joseph Léopold Sigisbert Hugo como «perseguidor en exclusiva» del Empecinado y sus gentes. El general francés, después de intentar su captura sin conseguirlo, optó por detener a la madre del guerrillero y algún familiar más. La reacción de Juan Martín fue endurecer las acciones bélicas y amenazar con el fusilamiento de 100 soldados franceses prisioneros. La madre y los demás fueron puestos en libertad.
En 1810 tuvo que refugiarse en el castillo de la ciudad salmantina de Ciudad Rodrigo, al que pusieron sitio los soldados franceses.
En 1811 estuvo al mando del regimiento de húsares de Guadalajara y contaba en ese momento con una partida de unos 6000 hombres. 

En 1812, tras abandonar Brihuega (Guadalajara) se traslada a Torija (Guadalajara) decidió volar el castillo de Torija para que las tropas francesas no pudieran hacerse fuertes en el recinto. 

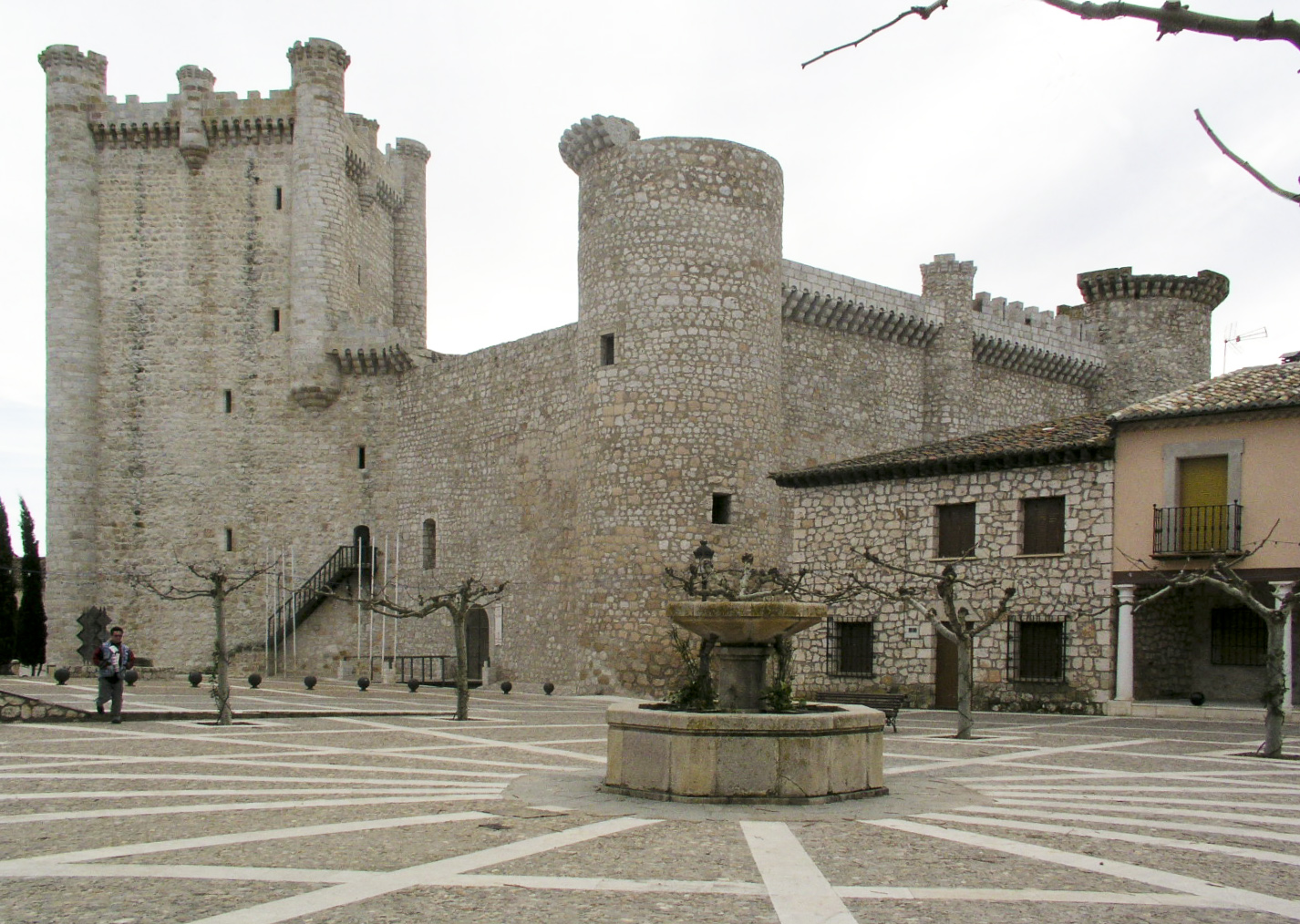
Castillo de Torija

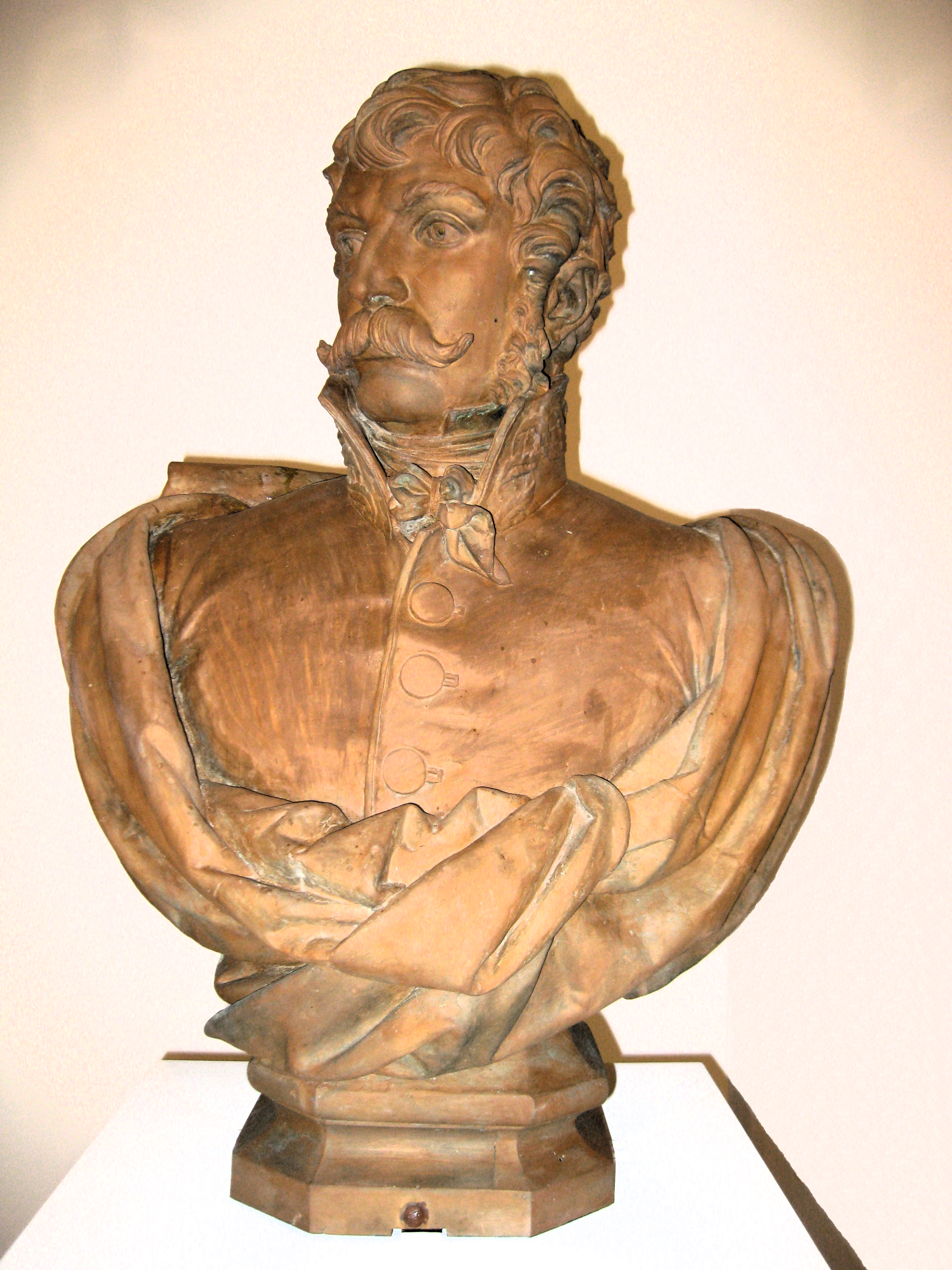
Busto de bronce en Alcalá de Henares del escultor italiano Carlos Nicoli de 1880.

En 1813, el 22 de mayo, ayudó en la defensa de la ciudad de Alcalá de Henares y en el puente de Zulema, sobre el río Henares venció a un grupo de franceses que le doblaban en número. Más tarde, Fernando VII daría su consentimiento para que la ciudad de Alcalá levantara una pirámide conmemorativa de esta victoria. Pero en 1823, este mismo rey ordenó su destrucción por ser símbolo de un «liberal»; aunque en 1879 los complutenses volvieron a levantar otro monumento al Empecinado, al que percibían como su liberador. Dicho monumento ha llegado a nuestros días.
En 1814, Juan Martín es ascendido a mariscal de campo, y se gana el derecho a firmar como el Empecinado de forma oficial, mediante Real Orden de 9 de octubre.

### Los Cien días (marzo-junio de 1815)
Durante el denominado periodo de los Cien Días (entre el regreso de Napoleón de su destierro en Elba y su derrota en Waterloo y segunda abdicación), el Empecinado se mantuvo al mando de diferentes fuerzas situadas en los Pirineos, entre ellas, las compañías del Regimiento de la Infantería Burgos desplegadas en el valle de Broto (Huesca), localidad donde residió en julio de 1815 y en donde, entre sus costumbres, se encontraba la caza del oso en el cercano valle de Bujaruelo, en la localidad de Torla.

### Restauración y Trienio Liberal (1820-1823)
Cuando el rey Fernando VII regresó a España y restauró el absolutismo, tomó medidas contra los que consideraba enemigos liberales, entre otros el Empecinado, que fue desterrado a Valladolid. En 1820 tuvo lugar el pronunciamiento de Riego y el Empecinado volvió a las armas, pero esta vez contra las tropas realistas de Fernando VII. Durante los años siguientes, el Trienio Liberal, fue nombrado gobernador militar de Zamora y finalmente, capitán general.
Al parecer, el rey Fernando VII intentó que el Empecinado se adhiriese a su causa (a pesar de previamente haber jurado la Constitución de Cádiz) y se uniera a los «Cien Mil Hijos de San Luis»; ofreció otorgarle un título nobiliario y una gran cantidad de dinero, un millón de reales. La respuesta del Empecinado fue: «Diga usted al rey que si no quería la constitución, que no la hubiera jurado; que el Empecinado la juró y jamás cometerá la infamia de faltar a sus juramentos».

### Últimos años
En 1823 acaba el régimen liberal. Juan Martín marchó entonces al destierro en Portugal. Decretada la amnistía el 1 de mayo de 1824, pidió un permiso para regresar sin peligro, permiso que le fue concedido. Pero Fernando VII no estaba dispuesto a someter sus odios a la benevolencia del decreto y el 23 de mayo había ordenado: «Ya es tiempo de coger a Ballesteros y despachar al otro mundo a Chaleco y el Empecinado». Volviendo el Empecinado a su tierra con unos sesenta de sus hombres que le habían acompañado como escolta a Portugal, fue detenido en la localidad de Olmos de Peñafiel junto con sus compañeros por los Voluntarios Realistas de la comarca.
Llevados los presos a Nava de Roa, fueron entregados al alcalde de Roa, Gregorio González Arranz, que lo trasladó a esta localidad, «...a pie, delante de mi corcel y llevando yo el cabo de la cuerda con que tenía amarrados los brazos». Al llegar, el populacho, sin haber recibido orden de superior alguno, había montado en la Plaza Mayor un tablado y el preso fue subido allí, donde fue insultado y apedreado. Fue encerrado con sus compañeros en un antiguo torreón donde, según Gregorio González, «...no me olvidé de buscar una persona que se encargase de preparar los alimentos para los presos, encontrando una que se ofreció a facilitarlos a razón de trece reales por la comida del Empecinado, y de trece cuartos —cuantía de la ración de etapa militar— por la de cada uno de los demás. Este arreglo no fue cosa de poco tiempo, duró hasta que al Empecinado se le quitó la vida».

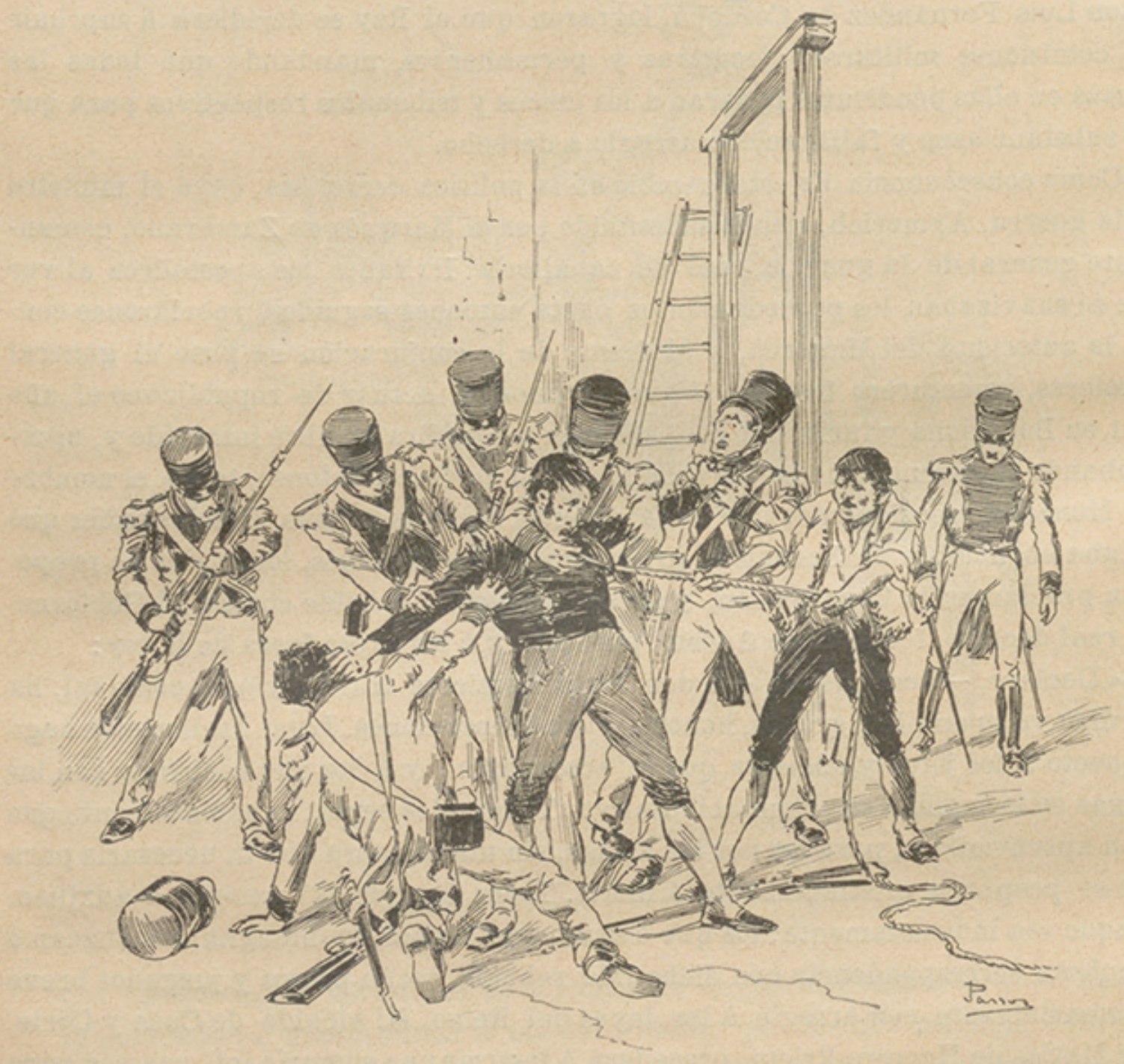
Representación de los momentos previos a la ejecución de El Empecinado en la obra Historia de España en el siglo XIX (1902). Cuando estaba al pie del patíbulo consiguió romper los grilletes que lo sujetaban e intentó coger la espada del jefe del grupo de voluntarios realistas, pero estos se abalanzaron sobre él y lo subieron al cadalso arrastrado con una cuerda. El alcalde Roa relató así su ahorcamiento: «Se dio la última orden y quedó colgado con tanta violencia que una de las alpargatas fue a parar a doscientos pasos de lejos, por encima de las gentes. Y se quedó al momento tan negro como el carbón».

La causa debería haber sido llevada a la Real Chancillería de Valladolid, donde el militar liberal Leopoldo O'Donnell habría conseguido que fuese juzgado con benevolencia, pero el corregidor de la comarca Domingo Fuentenebro, enemigo personal del preso, dio parte al rey que lo nombró comisionado regio para formar la causa en Roa que quedó concluida el 20 de abril de 1825. La cual «...puesta en manos de su Majestad... aprobó la sentencia dictada en la que se condenaba al Empecinado a ser ahorcado en la Plaza Mayor de Roa...». La ejecución se llevó a cabo el 19 de agosto de 1825. Murió ahorcado en lugar de ser fusilado.
El alcalde de Roa, que llevó a cabo los preparativos de la ejecución y fue testigo de la misma, cuenta la escena:

Cuando se dio cuenta de que lo iban a subir por la escalera del cadalso, dio tan fuerte golpe con las manos, que rompió las esposas. Se tiró sobre el ayudante del batallón para arrancarle la espada, que llegó a agarrar; pero no pudo quedarse con ella porque el ayudante no se intimidó y supo resistir. Trató de escapar entonces en dirección a la Colegiata y se metió entre las filas de los soldados.
La confusión fue terrible. Tocaban los tambores, corrían despavoridas las gentes sin armas y las autoridades; los sacerdotes y el verdugo se quedaron como paralizados...
Gritando a los voluntarios realistas —que intentaban atravesarle con las bayonetas— que no le hiciesen daño, que este reo lo que quería era hacer alguna de las suyas, mandé a un grupo de soldados que lo sacasen de entre las dos o tres filas que había logrado atravesar. [...]
 Por fin, los voluntarios realistas pudieron sujetarlo y lo colocaron en el mismo sitio donde estaba cuando rompió las esposas, esto es, junto a la escalera de la horca.
Los sacerdotes intentaron exhortarle, pero, viendo que no les hacía caso, y, por el contrario, parecía burlarse, el fray Ramón, dirigiéndose al público como si echase una plática cristiana, gritó: —¡No recéis por este perverso, que muere condenado!— [...]
 Entonces, para evitar forcejeos y trabajos, se trajo una gruesa maroma y se ató por medio del cuerpo, y así se le subió hasta el punto donde tenía que hacer su trabajo el ejecutor de la justicia, que, ayudado por algunos voluntarios realistas, le sujetó fuerte, cogiéndole por los cabellos, y le preparó bien los cordeles. [...]
 Se dio la última orden y quedó colgado con tanta violencia que una de las alpargatas fue a parar a doscientos pasos de lejos, por encima de las gentes. Y se quedó al momento tan negro como un carbón.

Fray Ramón de la Presentación, el mismo que aparece en el relato, violó el sagrado secreto de confesión revelando a las autoridades que El Empecinado le había dicho en confesión que tenía escondidos 14 000 reales para que los hiciera llegar a su familia, que iba a quedar en la miseria. Fray Ramón lo justificó por escrito alegando que «la Moral y sana Teología» «no quiere obligar a los ministros de la Penitencia el sigilo, cuando la intención de los penitentes no es de hacer Sacramento, sino de hacer burla del Sacramento y un desprecio formal».

### El apodo
El 9 de octubre de 1814, mediante Real Orden, se otorga a don Juan Martín Díez, natural de Castrillo de Duero (Valladolid), el privilegio de usar el renombre de Empecinado, para sí, sus hijos y herederos. El apodo de este personaje histórico ha enriquecido el castellano y así se dice empecinarse a obstinarse o empeñarse en conseguir un fin. No obstante, dicho apodo viene de más antiguo, pues era el apodo que tenían todos aquellos que nacían en el pueblo de Castrillo de Duero al parecer por la abundancia de pecina (cieno negro) en el arroyo Botijas que cruza el pueblo. La palabra empecinado tenía el sentido, referido a una persona, de sucio y poco cuidado. Pero este personaje cambió definitivamente el sentido de la palabra, otorgándole mayor nobleza.

## Legado y homenajes

### Mausoleo

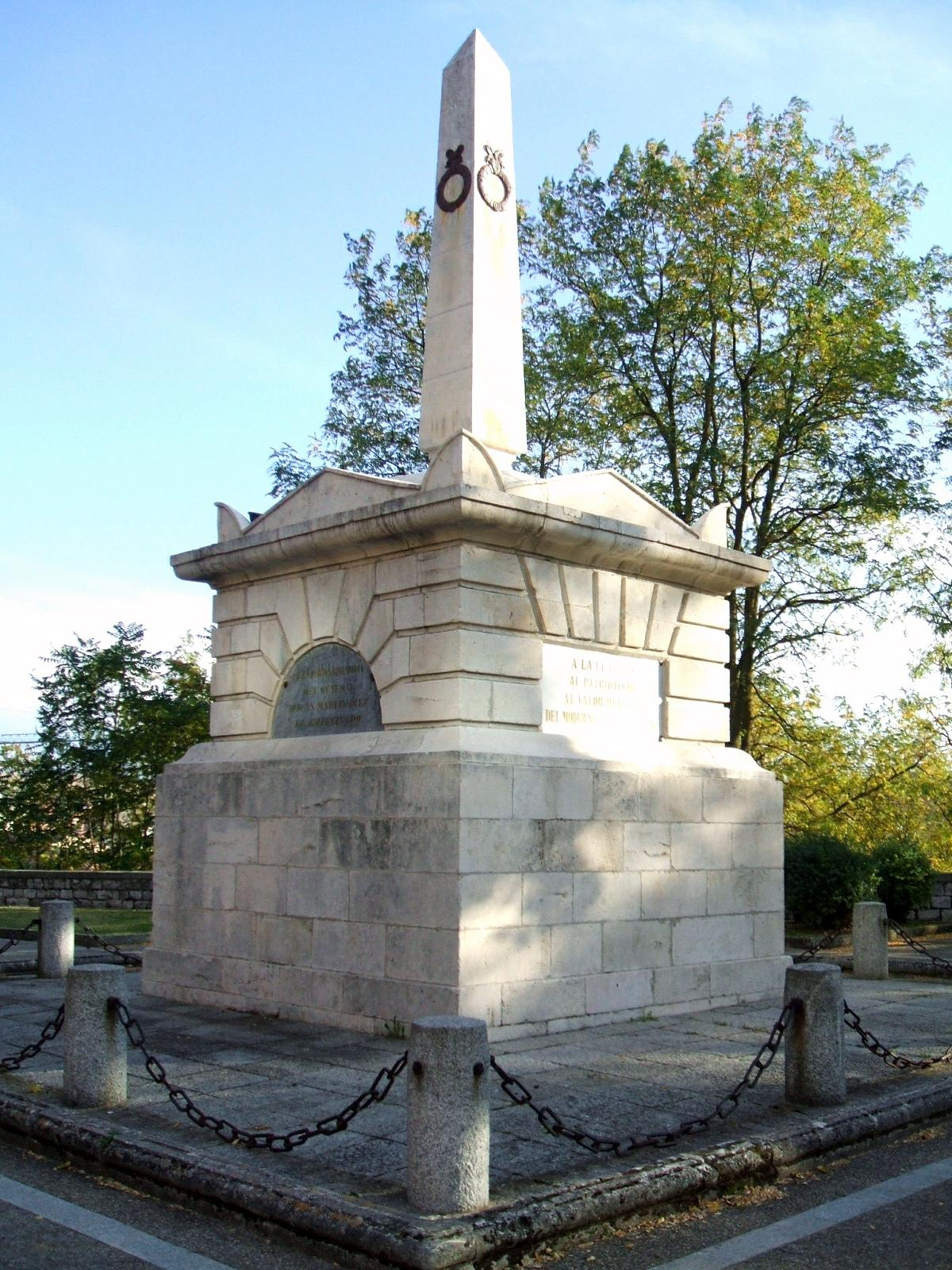
Monumento funerario a «El Empecinado» en Burgos.

Los restos de El Empecinado se conservan en el monumento funerario que se erigió por suscripción popular en Burgos a mediados del siglo XIX.

### Círculo Cultural Juan Martín «el Empecinado»
El Círculo Cultural Juan Martín «el Empecinado» nació por la inquietud e iniciativa de una serie de personas que, sintiéndose admiradores del Empecinado y siendo conscientes del mal pago que había recibido a cambio de su lealtad a una causa digna de mejor suerte, no podían permanecer parados ante la situación de olvido en que se encontraba este invicto e ilustre personaje. Desde la entidad cultural tratan de dar a conocer a este gran personaje. Entre sus diversas actividades ya son tradicionales los homenajes que se realizan cada año, entre los meses de agosto y septiembre en Roa de Duero y Castrillo de Duero.

### Novela
Benito Pérez Galdós le convierte en la figura central de Juan Martín El Empecinado, novena novela de los Episodios Nacionales.

### Televisión
La serie de TVE Paisaje con figuras, con guiones de Antonio Gala, dirigida por Mario Camus y con Aldo Sambrell como protagonista, le dedicó un episodio en 1976.
En la serie El ministerio del tiempo se dedica un episodio a El Empecinado en el transcurso de la Guerra de Independencia de España, y es mencionado posteriormente en otros episodios. Lo interpreta el actor Hovik Keuchkerian.
En la serie de 1983 de TVE Los desastres de la guerra (serie de televisión), el personaje de Juan Martín Díez, El Empecinado, es interpretado por Sancho Gracia.

### Calles
Varias calles llevan su nombre en Madrid, Roa, Valladolid, Alcobendas, Burgos, Telde (Gran Canaria), Alcalá de Henares, Móstoles y Melilla , así como un instituto de enseñanza secundaria en Aranda de Duero y una Unidad de Formación e Inserción Laboral (UFIL) en Alcalá de Henares.También la base militar de Santovenia de Pisuerga (Valladolid) se llama Base El Empecinado.